# Nuestra calle
Nuestra calle, en alemán Unsere Straße, y cuyo título completo es Unsere Straße. Eine Chronik. Geschrieben im Herzen des faschistischen Deutschlands, es una novela escrita por Jan Petersen. Apareció por primera vez en Praga en 1936, y en Alemania en 1947.
Probablemente es la única novela antinazi escrita en la Alemania de Adolf Hitler durante el tercer Reich. Se considera que es un relato auténtico en el que se modificaron los nombres y los datos personales de los protagonistas para que nadie se viera en peligro en caso de que el manuscrito fuera descubierto. La acción comienza poco antes de la toma de poder de Hitler y finaliza en el año 1934. Los sucesos políticos de la época se narran desde la perspectiva de un combatiente de la resistencia antifascista clandestina. La novela transcurre en Wallstraße (hoy Zillestraße), una calle de Charlottenburg.
Petersen escribió el libro en secreto arriesgando su vida, y lo introdujo dentro de un pastel para que pudiera cruzar la frontera.